# Botryllus tabori
Botryllus tabori is een zakpijpensoort uit de familie van de Styelidae. De wetenschappelijke naam van de soort is voor het eerst geldig gepubliceerd in 1962 door Rodrigues.